# 小行星6869
小行星6869（6869 Funada）是一颗绕太阳运转的小行星，为主小行星带小行星。该小行星于1992年5月2日发现。

## 轨道参数
小行星6869的轨道半长轴为3.1888859 UA，离心率为0.057。